# Joey Brezinsky
Pour les articles homonymes, voir Joey.
Joey Brezinski est un skateboarder professionnel américain né le 5 septembre 1981 à Whittier, Californie. Actuellement, ce nouveau talent du skate réside à Venice Beach, lieu culte du skate.
La marque française Cliché, qui le sponsorise, a réalisé en 2005 une vidéo en son nom : Hello Jojo. Cette vidéo a été filmée avec toute l'équipe pour célébrer le premier sponsoring d'un Américain par une marque franco-européenne.